# Paola Neri
Paola Neri (Roma, 22 novembre 1940 – Roma, 24 settembre 2022) è stata una cantante e preparatrice vocale italiana.

## Biografia
Fin da giovanissima si distingue vincendo un concorso internazionale per fisarmonica e accede al conservatorio per studiare violino e pianoforte. A sedici anni, un incidente al polso le impedisce di proseguire la carriera concertistica e si dedica quindi al canto. Nel corso della sua carriera, collabora con noti parolieri italiani come Giorgio Calabrese, Bruno Lauzi e Franco Califano. I suoi primi dischi escono nel 1959.
Negli anni sessanta partecipa a numerose trasmissioni televisive della RAI tra cui Canzonissima, La fiera dei sogni, Settevoci, La prova del nove (programma televisivo) e Mare contro mare. Nel 1961 vince il concorso Voci Nuove Disco d'Oro, superando artisti come Iva Zanicchi, Orietta Berti e Gianni Morandi. Nel 1969 si ritira dalle scene per dedicarsi all'insegnamento del canto. Tra gli artisti con cui lavora figurano Marco Masini, Pierangelo Bertoli, Tazenda, Cristiano De André, Fabrizio De André, Antonello Venditti, Gianna Nannini e Milva.
Nel 2000 partecipa alla selezione del primo cast del musical Notre-Dame de Paris insieme a Pasquale Panella e al discografico Alfonso Bettini. Con Michel Cerroni, cura la preparazione vocale degli artisti selezionati. Collabora anche ad altri musical come Romeo e Giulietta - Ama e cambia il mondo, Tosca - Amore disperato, Dracula Opera Rock (musical).

## Discografia parziale
- Tua / Nessuno (Italfon, 1959)
- Adorami (Italfon, 1959)
- Chariot (Red Record, 1962)
- Te olvidaré / Labbra (Red Record, 1962)
- Mi ricorderò di te / Chiaro come il sole (Ariston Records, 1965)
- T'amo più di lei / Pensa a me (Ariston Records, 1965)
- Juanita Banana (Ariston Records, 1966)
- La solita ruota / Per me no! (Kansas, 1967)
- Non voglio più rivederti (Beat Records Company, 1968)